# 内国産馬
内国産馬（ないこくさんば）とは出生地が日本国内である競走馬のことである。カナダや韓国にも同様の制度がある。
当該馬の出生地が日本国内であれば、父馬および母馬の出生国や競走生活を送った国とは関係なく内国産馬とされる。父が内国産馬である内国産馬を父内国産馬と言う。
なお、母馬が胎内に仔馬を宿した状態で輸入され、日本国内で産まれた馬を持込馬という。内国産馬として扱われるが、1971年から1983年までの間は活馬の輸入自由化と引き換えに内国産馬の保護のため、持込馬は外国産馬として扱われていた。
内国産馬のうち、出生地が九州地方である馬のことを九州産馬という。

## 例

### 内国産馬である競走馬
- スペシャルウィーク：父サンデーサイレンス（アメリカ産で日本に輸入され供用される種牡馬）

スペシャルウィークは内国産馬として扱われる。
- エルコンドルパサー：父キングマンボ（アメリカで供用される種牡馬）

エルコンドルパサーはアメリカで生まれたあとに日本に輸入されたので外国産馬として扱われる。
- アドマイヤコジーン：父コジーン（アメリカで供用される種牡馬）、母アドマイヤマカディ（日本産）

アドマイヤコジーンの母アドマイヤマカディはアメリカに輸出されコジーンを種付けして日本に帰国し、日本でアドマイヤコジーンを出産したため、アドマイヤコジーンは持込馬として扱われる。
- トウカイテイオー：父シンボリルドルフ（日本産で日本で供用される種牡馬）

トウカイテイオーは父シンボリルドルフも日本で生まれ、自身も日本で産まれたので父内国産馬として扱われる。
- テンカタイヘイ：父ブライアンズタイム（アメリカ産で日本に輸入され供用される種牡馬）、母：フジャブ

テンカタイヘイの母フジャブは日本でブライアンズタイムを種付け後、アメリカに輸出されアメリカでテンカタイヘイを出産したが、テンカタイヘイは当歳のうちに日本に輸入されたため、持込馬として扱われる（外国産馬の項を参照のこと）。

### 内国産馬でない競走馬
- キンシャサノキセキ：父フジキセキ（日本産で北半球の繁殖期には日本で供用され、南半球の繁殖期にはオーストラリアで供用される、いわゆるシャトル種牡馬）

キンシャサノキセキの父フジキセキは日本で生まれたが、フジキセキがオーストラリアで種付けし、オーストラリアで出生した馬なので父内国産馬ではあるものの内国産馬ではなく外国産馬として扱われる。